# Річард Мід
Річард Мід  (англ. Richard Meade, 4 грудня 1938 — 8 січня 2015) — британський вершник, олімпійський чемпіон.

## Виступи на Олімпіадах
| Олімпіада     | Дисципліна           | Місце  |
| ------------- | -------------------- | ------ |
| Токіо 1964    | триборство, особисті | 8      |
| Токіо 1964    | триборство, командні | участь |
| Мехіко 1968   | триборство, особисті | 4      |
| Мехіко 1968   | триборство, командні | 1      |
| Мюнхен 1972   | триборство, особисті | 1      |
| Мюнхен 1972   | триборство, командні | 1      |
| Монреаль 1976 | триборство, особисті | 4      |
| Монреаль 1976 | триборство, командні | участь |